# 지방도 제604호선
지방도 제604호선은 충청남도 예산군 광시면 관음리에서 공주시 의당면 도신리를 잇는 충청남도의 지방도이다.
광시면 관음리에서 지방도 제619호선과 분기하며 운곡면 일대 도로는 비포장도로로 되어 있고 나머지는 포장된 왕복 2차선 도로로 되어 있다. 이 도로 주변에 마곡사, 고복저수지, 김옥균 선생 생가지, 연기향토박물관, 비암사, 광덕사, 차령산맥, 쌍령산, 춘향각 등의 여러 관광지가 분포하는 지방도이다. 그런데 세종~오송역간 도로가 개통되면서 이 도로는 물론 기존 591번 지방도였던 청연로 일부 구간(예양교차로~현도삼거리)이 지방도 604호선으로 변경되었다.
예산군 광시면 관음리에서 추광리에서 공주시 신풍면 조평리까지 구간이 도로가 없다. 유구읍에서 약 6.5 km 구간은 국도 제32호선과 국도 제39호선이 중첩된다. 그리고 이 지방도에서 분기되는 국도 제23호선을 통해 논산천안고속도로의 정안 나들목으로 갈 수 있다.
2017년 7월 7일 충청북도 잔여 구간 중 청주시 서원구 현도면 하석리 오가사거리에서 시목리 세종시 경계 9.6 km 구간은 폐지되고, 청주시 흥덕구 오송읍 동평리 미호대교에서 오송리 오송역까지 4.7 km 구간이 지방도 제504호선으로 분할되었다.

## 연혁
- 2003년 2월 20일 : 지방도 노선 폐지 및 재지정으로 총연장이 60.4km에서 79.3km로 변경[1]
- 2008년 7월 30일 : 청양군 운곡면 광암리 ~ 추광리 1.28 km 구간 개통, 기존 340m 구간 폐지[2]
- 2010년 9월 3일 : 지방도 제591호선이 이 지방도로 편입[3]
- 2010년 12월 30일 : 공주시 정안면 문천리 177m 구간 개통[4]
- 2012년 7월 1일 : 세종시 편입구간이 제외 충청남도 구간 종점 변경[5]
- 2012년 9월 14일 : 충청북도 구간 노선 조정으로 종점이 청원군 강외면 정봉리에서 오송읍 오송리로 연장[6]
- 2012년 9월 18일 : 세종특별자치시 연동면 문주리 ~ 예양리 5.19 km 구간 개통[7]
- 2012년 9월 18일 : 청원군 오송읍 동평리 ~ 오송읍 오송리 4.26 km 구간 개통[8]
- 2017년 7월 7일 : 청주시 흥덕구 오송읍 동평리 미호대교에서 오송리 오송역까지 4.7 km 구간이 지방도 제504호선으로 분할, 청주시 서원구 현도면 하석리 오가사거리에서 시목리 세종시 경계 9.6 km 구간 폐지[9]

## 주요 경유지
- 예산군
  - 광시면 (미개통 구간 : 관음리 - 장신2리) - 장신1리 - 신흥리
- 청양군
  - 운곡면 미량리 - 미량교 - 청양노인요양원(구 광암초등학교) - 광암보건진료소 - 광암리 - 추광교 - 추광리 - (미개통 구간)
- 공주시
  - 신풍면 (미개통 구간) - 조평리 - 공주요양병원(구 조평초등학교) - 대룡리 - 두암교 - (입동) - 입동 교차로 - 입동교 - 백룡리 - 산정 교차로 - 산정교 - 산정2 교차로 - 산정1 교차로 - 산정교
  - 유구읍 만천삼거리 - 만천 교차로 - 만년교 - 만년교앞교차로 - 석남리 - 유구시외버스터미널 - 유마교 - 유마교삼거리 - 구산초등학교 - 유구리 - 구계삼거리 - 구계교 - 운암교
  - 사곡면 운암교 - 구계교 - 부곡삼거리 - 운암삼거리 - 운암리 - 회학리 - 월가리 - 유룡리
  - 정안면 내문리 - 문천교 - 문천삼거리 - 월산초등학교(폐교) - 월산리 - 대산교 - 대산리 - 광정삼거리 - 정안면 행정복지센터 - 관골삼거리 - 정안교 - 한일고등학교 - 어물교 - 어물리
  - 의당면 불당고개 - 덕학리 - 덕학삼거리(서) - 덕학삼거리(동) - 도신리

### 폐지 구간
아래 구간은 2017년 7월 7일부터 폐지된 구간이다.
충청북도
- 청주시 현도면 하석리 - 달계리 - 시목리

아래 구간은 2012년 7월 1일부터 폐지된 구간이다. 지방도를 대신하여 공주시계에서 신흥리까지 세종시도 24호선이 지정되어 있다.
세종특별자치시
- 연서면 청라리 - 쌍류삼거리 - 용암삼거리 - 용암리 - 고복리 - 성제삼거리 - 월하리
- 조치원읍 신흥리 - 죽림리 - 남리 - 명리 - 상리

아래 구간은 2017년 7월 7일부터 지방도 제504호선으로 분할된 구간이다.
충청북도
- 청주시 오송읍 서평리 - 동평리 - 오송리

아래 구간은 2012년 7월 1일부터 폐지된 구간이다.
세종특별자치시
- 연동면 예양리 - 송용리 - 내판리 - 명학리
- 부강면 갈산리 - 부강리 - 등곡리 - 노호리

## 중복 구간
- 청양군 운곡면 (미량교 동단) ~ 청양노인요양원 : 국가지원지방도 제70호선과 중복
- 공주시 신풍면 (입동) ~ 입동 교차로 : 국가지원지방도 제96호선과 중복
- 공주시 신풍면 (입동) ~ : 국도 제39호선과 중복
- 공주시 신풍면 차동 교차로 ~ 유구읍 만천 교차로 : 국도 제32호선과 중복
- 공주시 사곡면 부곡삼거리 ~ 운암삼거리 : 지방도 제629호선과 중복
- 공주시 의당면 덕학삼거리(동) ~ 도신리 : 지방도 제691호선과 중복

## 도로명
- 예산군 광시면 장신1리 ~ 신흥리 : 장신신흥길
- 청양군 운곡면 미량리 ~ (미량교 동단) : 미량길
- 청양군 운곡면 (미량교 동단) ~ 청양노인요양원 : 청신로
- 청양군 운곡면 청양노인요양원 ~ 광암리 : 광암수령길
- 청양군 운곡면 광암리 ~ 추광리 : 야광길
- 공주시 신풍면 조평리 ~ (입동) : 대룡조평길
- 공주시 신풍면 (입동) ~ 차동 교차로 : 충의로
- 공주시 신풍면 차동 교차로 ~ 유구읍 만천 교차로 : 차동로
- 공주시 유구읍 만천 교차로 ~ 만년교앞 교차로 : 유구외곽로
- 공주시 유구읍 만년교앞 교차로 ~ 석남리 : 중앙1길
- 공주시 유구읍 석남리 ~ 사곡면 운암삼거리 : 유구마곡사로
- 공주시 사곡면 운암삼거리 ~ 정안면 광정삼거리 : 정안마곡사로
- 공주시 정안면 광정삼거리 ~ 관골삼거리 : 정안중앙길
- 공주시 정안면 관골삼거리 ~ 의당면 덕학삼거리(서) : 어물길
- 공주시 의당면 덕학삼거리(서) ~ 덕학삼거리(동) : 의당로
- 공주시 의당면 덕학삼거리(동) ~ 도신리 : 의당전의로
- 공주시 의당면 도신리 ~ 도 경계 : 도신고북로